# Charlotte DiLaurentis
Charlotte "CeCe" DiLaurentis (nata Charles Drake) è un personaggio immaginario della serie televisiva statunitense Pretty Little Liars, trasmessa dal canale ABC Family. È interpretata da Vanessa Ray (da Dylan Garza da bambino) e nella versione italiana è doppiata da Alessia Amendola.

## Biografia
Nacque il 21 maggio del 1988 come Charles. Sua madre era Mary Drake, internata al Radley Sanitarium fin dall’adolescenza. La donna restò incinta di un suo ex compagno di classe, Ted, decidendo di portare avanti la gravidanza nonostante fosse rinchiusa in un istituto psichiatrico. Il bambino venne successivamente affidato alla sorella di Mary, Jessica, e al marito di quest’ultima, Kenneth DiLaurentis, crescendo per l’appunto come Charles DiLaurentis.
Charles ha sempre sviluppato interessi e comportamenti tipicamente femminili, che hanno attirato l'ira del padre adottivo.
All'età di cinque anni, mentre la madre era in giardino con Jason, Charles immerse Alison in una vasca da bagno per lavarla, ma Kenneth, che ripescò prontamente Ali, fraintese la cosa pensando che il bambino volesse affogarla. L'uomo approfittò della situazione per accusare il figlio adottivo di malattia mentale, tanto da spingere Jessica ad internarlo all'ospedale psichiatrico Radley.
Da quel momento in poi, approfittando della giovane età dei due fratelli, i signori DiLaurentis fecero dimenticare ad Alison e a Jason l'esistenza di Charles.
Durante la prigionia al Radley, Charles continuò a ricevere le visite della madre adottiva e della prozia Carol, ma mai del padre, che presto si dimenticò di lui.
Nel 2000, la madre di Toby Cavanaugh, internata al Radley per una fortissima depressione, salì sul tetto dell’edificio, dove Charles e la sua amica, Bethany Young, stavano chiacchierando, per prendere un po' d'aria. Tuttavia, in preda ad una folle crisi mentale, Bethany Young spinse Marion giù dal tetto, uccidendola. Bethany diede poi a Charles la colpa dell'omicidio e la madre, Jessica, fu costretta a corrompere il giovane poliziotto, Darren Wilden, per falsificare il verbale, classificando la morte di Marion come suicidio.
All'età di 16 anni, Charles capì di appartenere mentalmente al sesso opposto, per cui, grazie al sostegno e all'aiuto di Jessica, effettuò il cambio di sesso e divenne Charlotte DiLaurentis. Tuttavia, nessuno doveva sapere della cosa, per cui Jessica pagò il Radley per fingere il suicidio del figlio, fingendo un funerale con tanto di tomba a casa della prozia Carol. Charlotte scoprirà in seguito che la madre non lo aveva fatto solo per dire addio simbolicamente a Charles, ma anche a sostegno della morte di suo figlio agli occhi di Kenneth. 
Tempo dopo, sempre grazie alla madre, Charlotte poté iniziare a frequentare alcune lezioni fuori dal Radley, all'università pubblica di Rosewood, la Hollis. Però, ben presto Charlotte iniziò a marinare le lezioni e a girare alla Rosewood High School, dove fece la "conoscenza" di suo fratello Jason. La ragazza si presentò a lui e a tutti i suoi nuovi amici come Cece Drake, per non rivelare nulla del proprio passato.
Curiosa di conoscere la sua famiglia, Charlotte intrecciò una finta relazione con Jason. Tuttavia, nel 2009, quando Jason fece conoscere "Cece" ai genitori, la madre scoprì ogni cosa e rimproverò gravemente la figlia, internandola al Radley di nuovo.
Bethany Young scoprì successivamente che Jessica aveva una relazione clandestina con suo padre. Infuriata, la ragazza scappò dal Radley per uccidere la donna. Tuttavia, Charlotte la seguÌ per impedirglielo. Arrivata a casa DiLaurentis, Charlotte vide una ragazza bionda, di spalle, che indossava un top giallo. Convinta che si trattasse di Bethany, Charlotte la colpì alla testa con una pietra per fermarla. La ragazza colpita era però Alison, che indossava vestiti simili a quelli di Bethany. Jessica assistette alla scena dalla finestra e, nel panico, seppellì Alison tra le lacrime, ignorando che ella era ancora viva. Sconvolta, Jessica si arrabbiò moltissimo con Charlotte e corruppe nuovamente Wilden, per fingere che nulla fosse accaduto e per riportare Charlotte al Radley. Successivamente, alla comunità di Rosewood venne data la notizia che Alison DiLaurentis era scomparsa.
Nel 2011, Charlotte ricevette la notizia dell'arrivo al Radley di Mona Vanderwaal, una coetanea di sua sorella Alison, internata all’ospedale psichiatrico poiché minacciava e terrorizzava Hanna Marin, Aria Montgomery, Emily Fields e Spencer Hasting, sotto lo pseudonimo di A. Charlotte prese a visitare sempre più spesso Mona, perché adorava saperne di più sulle ragazze amiche della sorella creduta ancora scomparsa. Così, poco prima che Mona imparasse ad uscire dal Radley mascherata da infermiera, Charlotte le "rubò" il gioco e divenne la nuova A.
In "Pazza", Charlotte incontra per la prima volta le ragazze e usa dei modi "alla Alison DiLaurentis", facendosi scambiare proprio per Ali, all'inizio.
Durante il periodo in cui era A, Charlotte iniziò a vedere in giro una ragazza bionda con un cappotto rosso, quindi ipotizzò che Alison fosse ancora viva, ma abbandonò l'idea perché aveva visto con i propri occhi la madre seppellirla. La conferma, tuttavia, arrivò poco dopo in "Un gioco pericoloso" dove, insieme a Sara Harvey, una ragazza rapita da Charlotte per motivi sconosciuti durante il periodo in cui Alison era scomparsa, Cece si presentò alla baita di Thornill.
Con Alison tornata in città e con le ragazze convinte di aver ucciso A, Charlotte era pronta a lasciare definitivamente Rosewood, come visto in "Fuga da New York", ma adorava così tanto "giocare" con le “sue bambole” che, alla fine, decise di restare.
Nel 2012, dopo aver rapito le ragazze, tranne Alison, e Mona, Ali e Jason scoprirono finalmente di avere un altro fratello, Charles.
Al ballo scolastico di fine anno, Charlotte mandò dei messaggi ad Alison, chiedendole di incontrarsi, visto che ci aveva provato precedentemente con Jason, ma la polizia era arrivata sul posto, facendo saltare l'incontro. Così, finalmente, A si rivelò ad Ali come la sua amica: Cece Drake.
Il gioco venne ufficialmente chiuso al Radley Sanitarium, dove Charlotte venne fermata dalle ragazze e dalla polizia. Successivamente, Charlotte venne arrestata e messa in un nuovo istituto psichiatrico, il Welby.
Cinque anni dopo, nel 2017, Charlotte era ancora rinchiusa, ma Alison stava facendo di tutto per liberarla. Grazie alle testimonianze di Hanna, Spencer, Emily e Mona, la ragazza, alla fine, venne rilasciata, ma la sera stessa venne misteriosamente uccisa da qualcuno, che simulò un suicidio.
Venne poi scoperto, nell'episodio 7x19, che Charlotte, ancora assetata di vendetta, fu uccisa accidentalmente da Mona. Inoltre, venne specificato da sua madre, Mary Drake, che Spencer Hastings era sua sorella minore.